# کنگش (شهرستان قره‌کولجه)
کنگش (به لاتین: Kengesh) یک روستا در قرقیزستان است که در شهرستان قره‌کولجه واقع شده‌است. کنگش ۲٬۴۲۱ نفر جمعیت دارد و ۱٬۲۰۰ متر بالاتر از سطح دریا واقع شده‌است.